# فرانك ماكفارلين بورنيت
سير فرانك ماكفارلين بورنيت (بالإنجليزية: Frank Macfarlane Burnet)‏ (الحاصل على وسام الاستحقاق، ووسام أستراليا، ووسام الإمبراطورية البريطانية، وزمالة الجمعية الملكية، وزمالة الأكاديمية الأسترالية للعلوم، وزمالة الجمعية الملكية في نيوزيلندا؛ وُلد في 3 سبتمبر 1899 – ت. 31 أغسطس 1985، ويُعرف أيضًا بماكفارلين أو ماك بورنيت) هو عالم فيروسات أسترالي اشتهر بإسهاماته الجليلة في علم المناعة. وفاز بجائزة نوبل في الطب عام 1960 لتنبؤه بتحمل المناعة المكتسب، وهو مشهور بتطوير نظرية الانتقاء الاستنساخي.
حصل بورنيت على درجة دكتوراه الطب من جامعة ميلبورن في عام 1924، ونال درجة دكتوراه الفلسفة من جامعة لندن في عام 1928. ثم مضى يشغل وقته بإجراء أبحاث سابقة لأوانها عن علوم الأحياء الدقيقة وعلم المناعة في معهد والتر وإليزا هال للبحث الطبي في ميلبورن، وعُين مديرًا لهذا المعهد من عام 1944 إلى 1965. ظل بورنيت يعمل في جامعة ميلبورن من عام 1965 حتى تقاعده في عام 1978. ولعب دورًا حيويًا طوال مسيرته المهنية في تطوير سياسة عامة للعلوم الطبية في أستراليا، وكان عضوًا مؤسسًا في الأكاديمية الأسترالية للعلوم، ورئيسًا لها من عام 1965 إلى 1969.
من أبرز إنجازات بورنيت في علم الأحياء الدقيقة هي اكتشاف العوامل المسببة لحمى كيو وحمى الببغاوات؛ وتطوير مقايسات لعزل فيروس الإنفلونزا وزراعته واكتشافه عند المرضى؛ ووصف عملية إعادة التركيب الجيني لسلالات الإنفلونزا؛ وإثبات أن فيروس ميكسوما لا يتسبب في مرض عند الإنسان. وفي الوقت الحاضر ما تزال طرق إنتاج لقاحات الإنفلونزا معتمدة على أعمال بورنيت التي حسّن فيها طرق زراعة الفيروس في بيض الدجاج.
حصل بورنيت على أكثر عدد من الأوسمة والتشريفات من أي عالم آخر في أستراليا. حصل بورنيت على لقب المواطن الأسترالي لعام 1960 لإسهاماته العلمية في أستراليا، وحاز على لقب فارس من رتبة أستراليا في عام 1978. حظي بورنيت بتقدير على مستوى عالمي بفضل إنجازاته العلمية: فجانب جائزة نوبل، فاز بورنيت بجائزة لاسكر والقلادة الملكية وقلادة كوبلي من الجمعية الملكية، وحصل على عدة درجات دكتوراه فخرية، ووسام الخدمة المتميزة من عصبة الأمم والإمبراطورية اليابانية.

## بداية حياته
وُلد بورنيت في ترارالغون، فيكتوريا. كان والده، فرانك بورنيت، مهاجرًا اسكتلنديًا، وعمل مديرًا لفرع البنك الاستعماري في ترارالغون. وكانت أمه، هاداسا بورنيت (وُلدت باسم ماكاي)، ابنة مهاجر اسكتلندي من الطبقة المتوسطة، وقابلت زوجها فرانك أثناء عمله في مدينة كورويت. كان فرانك حينها بعمر السادسة والثلاثين، أي أكبر منها بأربعة عشر عامًا. كانت عائلة بورنيت عائلة محافظة اجتماعيًا تتبع الكنيسة الأنجلو-ساكسونية البروتستانتية. كان فرانك ماكفارلين بورنيت الابن الثاني من بين سبعة أطفال، وكان يُعرف في فترة طفولته باسم «ماك». وكان له أختًا كبرى، وأختان وثلاثة إخوة أصغر منه سنًا. عانت أخته الكبرى دوريس من إعاقة ذهنية، وكانت تستزف معظم وقت هاداسا، واعتبر آل بورنيت حالة دوريس وصمة عار لا يجب الإفصاح عنها، وحذروا أولادهم الآخرين من دعوة الأصدقاء إلى منزلهم خشية أن يرى أحدهم ابنتهم الكبرى على حالتها. افتتن ماك من صغره بالبيئة التي أحاطت به في موطنه في ترارالغون، لا سيما جدول ترارالغون. والتحق أولًا بمدرسة خاصة يديرها معلم وحيد قبل أن يلتحق بمدرسة ابتدائية حكومية وهو بعمر السابعة. كان فرانك في معزلٍ عن والده الذي كان يحب قضاء وقت فراغه في الصيد ولعب الغولف. كان فرانك يؤثر القراءة من صغره على الرياضة والنشاط، وعندما بلغ عمر الثامنة كان كبيرًا بما فيه الكفاية ليحلل شخصية والده، فقد كان ماك مستاءً من والده وكان يرى أنه شخص منافق يتظاهر بالتحلي بالأخلاق والفضيلة، بيد أنه كان يعمل مع رجال أعمال مشكوك في مبادئهم الأخلاقية. أما أمه فكانت منشغلة برعاية أخته دوريس، ولذا تكونت لدى فرانك شخصية تتسم بالوحدة.

## الأبحاث التي أدت إلى استحقاقه لجائزة نوبل

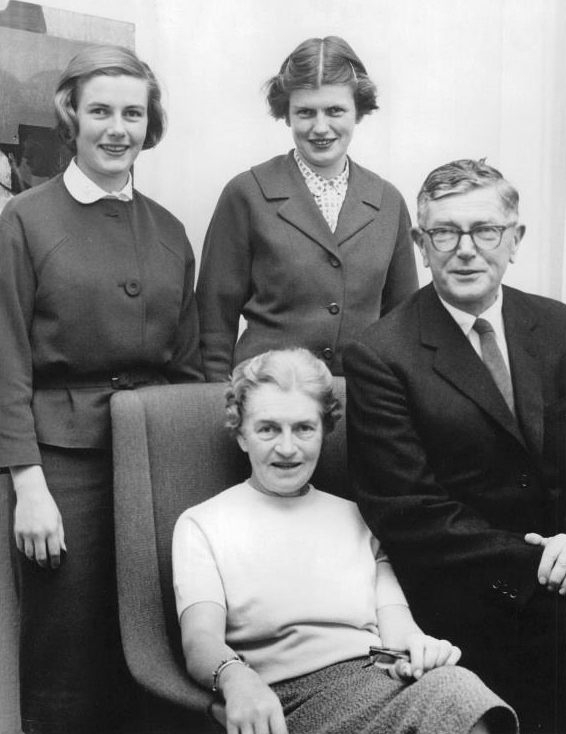
أوتشوا مع زوجته كارمن غارسيا كوبيان ، في السويد ، 1959

حصل بورنيت على  جائزة نوبل في الطب لنظريته التي وضعها عام 1949 وأكدها بيتر مدور (شريكه في الجائزة) فيما بعد، والقائلة بأن أجنة الحيوانات يمكنها اكتساب تحمل مناعي immunological tolerance إذا عولجت بمستضد (أنتيجين) معين، وقد أفاد هذا الاكتشاف الأبحاث التي أجريت فيما بعد في مجالي زراعة الأعضاء والسرطان إفادة عظيمة.

## سيرته الذاتية
في عام 1968 نشر بورنيت سيرته الذاتية تحت عنوان «تغيير الأنماط» Changing Patterns

## روابط خارجية
- فرانك ماكفارلين بورنيت على موقع الموسوعة البريطانية (الإنجليزية)
- فرانك ماكفارلين بورنيت على موقع مونزينجر (الألمانية)
- فرانك ماكفارلين بورنيت على موقع إن إن دي بي (الإنجليزية)